# Люсі Адлінґтон
Люсі Дж. Адлінґтон (нар. 1970) — британська історикиня соціальної та текстильної промисловості, колекціонерка вінтажного одягу та письменниця. У багатьох її книгах розглядаються життя та мода жінок під час Другої світової війни та Голокосту. Книжку «Кравчині Аушвіцу: Справжня історія жінок, які шили, щоб вижити», перекладено 22 мовами й вона ввійшла до списку бестселерів The New York Times. Адлінґтон також пише підліткову художню літературу. Її твори для підлітків зазвичай мають жанр історичної прози, фентезі та пригодницького оповідання. 2018 року книжка «Червона стрічка» потрапила до короткого списку премії «Young Quills Award» у категорії «Від 14 до юнацтва».

## Молодість і освіта
Адлінґтон народилася 1970 року в Лондоні. Має ступінь магістра медієвістики в Університеті Йорка. Вона детально дослідила побут жінок та їхній одяг часів Другої світової війни. Як історикиня соціальної та текстильної промисловості Адлінґтон також цікавиться еволюцією одягу.

## Колекція одягу
Адлінґтон є засновницею компанії History Wardrobe, яка спеціалізується на історичних костюмах. 2023 року в музеї Бенкфілда в Галіфаксі, Англія, відбулася виставка вінтажних суконь і шкільної форми з колекції Адлінґтон. Вона взяла участь у передачі  Woman's Hour на BBC Radio, щоб обговорити історію спідньої білизни.

## Книги
У своїх творах Адлінґтон досліджує життя жінок і важливість одягу. Книжка «Шви крізь час: Історія одягу, який ми носимо» (2015) досліджує еволюцію одягу. Кілька книжок Адлінґтон присвячені Другій світовій війні та Голокосту. Книжка «Мода Великої війни: Історії з історичного гардероба» (2013) описує вплив війни на ринок праці жінок. Жінки втрачали роботу в «розкішних» ремеслах кравецтва та капелюшної справи, і їм доводилося працювати важче та довше в нерегульованих майстернях, де шили одяг та спорядження для солдатів. Вважається, що книжка «Життя та одяг жінок у Другу світову війну: Готові до дії» заповнює «прогалини в наукових дослідженнях щодо жіночого одягу та служби під час війни». У ній Адлінґтон зосереджується на жінках, які носили цей одяг, та їхньому досвіді, підкреслюючи схожість між національностями.
Книжка «Кравчині Аушвіцу» (2021) зосереджена на темі одягу, швачок і труднощів, з якими стикаються інтерновані жінки в концтаборах. Це документальна розповідь про жінок, які працювали швачками в концтаборі Аушвіц. Дружина нацистського коменданта, Гедвіґ Гьосс, використовувала жінок-в'язнів як робітниць у модному салоні, знаному як "Obere Nähstube", або «ательє пошиття верхнього одягу». Марта Фукс, Берта Беркович Когут та інші молоді жінки вижили в Аушвіці, створюючи крій та шиючи високоякісний модний одяг для елітних нацистських жінок. Після того, як Адлінґтон опублікувала художню історію «Червона стрічка» (2017), нащадки деяких кравчинь зв’язалися з нею, надавши більше інформації про жінок, які працювали в таборі. Книжку «Кравчині Аушвіцу» перекладено 22 мовами й вона ввійшла до списку бестселерів The New York Times.
Адлінґтон написала кілька романів для молоді, зокрема «Червону стрічку» (2017), вигадану історію про Еллу, жінку, яка працювала швачкою в концтаборі під час Голокосту під час Другої світової війни. 2018 року книжка потрапила до короткого списку премії «Young Quills Award» у категорії «Від 14 до юнацтва». Її робота отримала визнання завдяки номінаціям і коротким спискам нагород, зокрема Медаль Карнегі, Манчестерську книжкову премію, Книжкову премію Лідса та Ротергемську книжкову премію за книжки «Щоденник Пеллі-Ді» та «Палаюча гора».

### Документальна література
- Мода Великої війни: Історії з історичного гардероба /Great War Fashion: Tales from the History Wardrobe (2013, ISBN 978-0-7509-5677-2)[19]
- Шви крізь час: Історія одягу, який ми носимо /Stitches in Time: The Story of the Clothes We Wear (2015, ISBN 978-1-84794-726-0)[20]
- Життя та одяг жінок у Другу світову війну: Готові до дії /Women's Lives and Clothes in WW2: Ready for Action (2019)[21]
- Кравчині Аушвіцу: Справжня історія жінок, які шили, щоб вижити /The Dressmakers of Auschwitz: The True Story of the Women Who Sewed to Survive (2021)[22][23][24]

### Художня література для молоді
- Щоденник Пеллі Ді (2005)[5]
- Вишневий рай (2007)[5]
- Блискуче око (2009)[5]
- Палаюча гора (2010)[25]
- Нічні відьми (2013,ISBN 978-1-4449-0431-4)
- Червона стрічка (2017)[26][27]
- Літній край /Summerland (2019) [28]

### Переклади українською
2024 року у видавництві «Рідна мова» вийшов український переклад підліткового роману «Червона стрічка». Перекладачка — 
Марія Головко. Того ж року у видавництві #книголав вийшов український переклад книжки «Кравчині Аушвіцу» у перекладі Марії Панченко.